# Кенет Греъм
Кенет Греъм (на английски: Kenneth Grahame) (8 март 1859 – 6 юли 1932) е британски писател. Той е известен с произведението си от 1908 г. „Шумът на върбите“ – един от шедьоврите на детската литература.
Греъм става популярен след като Алън Милн през 1929 г. прави първата драматизация на „Шумът на върбите“, която носи името на един от героите ѝ – „Жабокът от замъка Жабокрек“.

## Биография
Кенет Греъм е роден на 8 март 1859 г. в Единбург, Шотландия. Майка му умира, докато той е още малък, а баща му става алкохолик. Малкият Кенет се премества да живее с по-малката си сестра при баба си край брега на река Темза, в градчета Кукъм, графство Бъркшайър. Той е изключително добър ученик в училището Сейнт Едуард в Оксфорд. Греъм желае да продължи обучението си в Оксфордския университет, но поради липса на средства настойникът му не се съгласява. През 1879 г. започва работа в Английската банка. Постепенно се изкачва в йерархията и достига до поста секретар на банката. През 1908 г. преждевременно се пенсионира поради болест.
През 1899 г. Греъм се жени за Елспет Томсън. Бракът им не е щастлив. Имат едно-единствено дете, момче на име Алистър. То е родено сляпо с едното око и през краткия си живот има многобройни здравословни проблеми. Става студент в Оксфорд. Алистър се самоубива на една железопътна линия на 7 май 1920 г., два дни преди да навърши 20 години. От уважение към Кенет Греъм, смъртта на сина му е оповестена на времето като нещастен случай.